# 자갈치역
자갈치역(Jagalchi station, 자갈치驛)은 대한민국 부산광역시 중구 남포동과 서구 충무동에 걸쳐 있는 부산 도시철도 1호선의 지하철역이다. 남포지하도상가를 통해 남포역과 지하로 연결되어 있다.

## 역사
- 1988년 5월 19일 : 부산 도시철도 1호선 개통과 함께 영업 개시

## 역명 유래
역명은 인근에 자갈치시장이 있어서 붙여진 이름이다. 그러나, 자갈치시장은 전동차 내 안내방송에서 언급되지 않는다.

## 역 구조
2면 2선의 상대식 승강장이 있는 지하철역이다. 승강장에는 스크린도어가 설치되어 있다. 개찰구가 승강장별로 분리되어 있어서 개찰구를 통과하지 않고서는 반대편 승강장으로 건너 갈 수 없다. 출구는 9개가 있는데, 1·2번 출구는 충무동에 있고 3~8·10번 출구는 남포동에 있다.

### 승강장
| 토성 ↑ |
| \| 상  |
| ↓ 남포 |

| 상행 | ● 부산 도시철도 1호선 | 다대포해수욕장 방면   |
| 하행 | ● 부산 도시철도 1호선 | 부산역·서면·노포 방면 |

## 역 주변
- 자갈치시장
- 한국전력공사 중부산지점
- 토성동5가
- 충무대로
- 국제시장
- 부평깡통시장
- 중부견인차보관소
- 충무동
- 부평동
- 신동아수산물시장
- BIFF광장
- 부산극장
- 부산공동어시장
- 동광성결교회
- CPBC 부산가톨릭평화방송

## 승차량 변동
| 역 노선 | 승차 인원 | 승차 인원 | 승차 인원 | 승차 인원 | 승차 인원 | 승차 인원 | 승차 인원 | 승차 인원 | 승차 인원 | 승차 인원 | 승차 인원 | 승차 인원 | 승차 인원 | 승차 인원 | 주 석 |
| 역 노선 | 2002년    | 2003년    | 2004년    | 2005년    | 2006년    | 2007년    | 2008년    | 2009년    | 2010년    | 2011년    | 2012년    | 2013년    | 2014년    | 2015년    | 주 석 |
| ------- | --------- | --------- | --------- | --------- | --------- | --------- | --------- | --------- | --------- | --------- | --------- | --------- | --------- | --------- | ----- |
| 1호선   | 23123     | 20838     | 19773     | 18494     | 17050     | 16490     | 17485     | 18388     | 18969     | 20461     | 20485     | 20924     | 21898     | 21585     | [ 2 ] |

## 사진

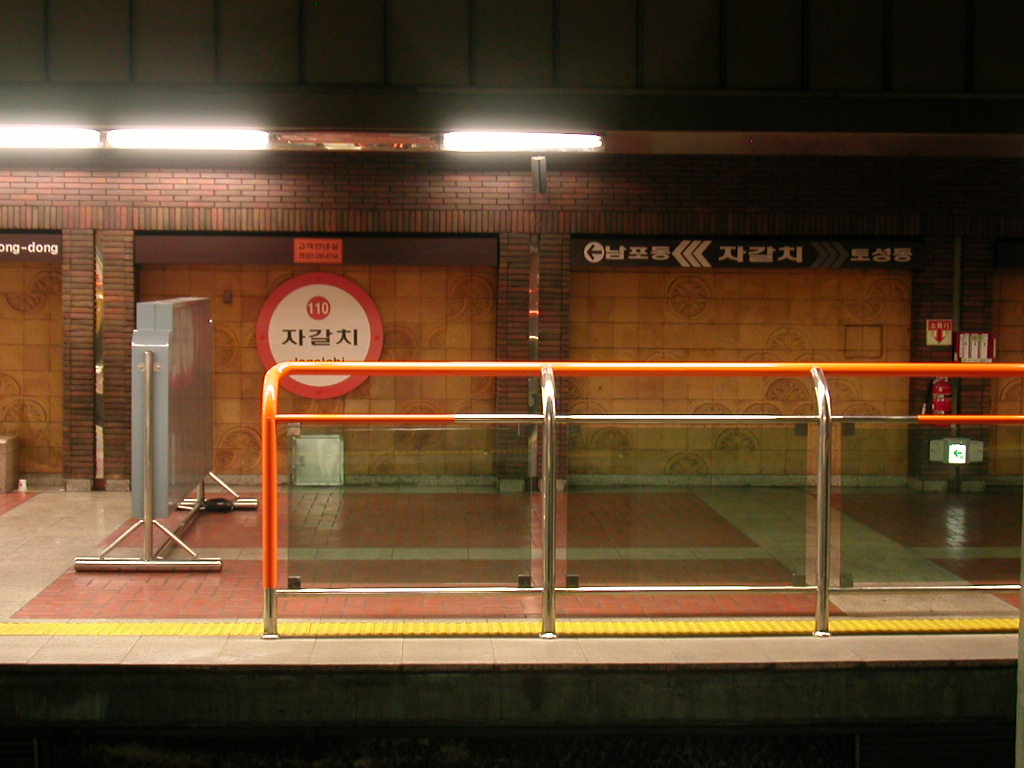
승강장(스크린도어 설치 전)

## 인접한 역
| 부산 도시철도 1호선          | 부산 도시철도 1호선   | 부산 도시철도 1호선 |
| ---------------------------- | --------------------- | ------------------- |
| 109 토성 다대포해수욕장 방면 | ● 부산 도시철도 1호선 | 111 남포 노포 방면  |